# Минучано
Минучано (на италиански: Minucciano) е община в Италия, в региона Тоскана, провинция Лука. Общината се намира в планинния район, наречен Гарфаняна, на северната част на провинцията, близо до Апуанските планини. Населението е около 2500 души (2007).